# 北海道函館中部高等学校
北海道函館中部高等学校（ほっかいどうはこだてちゅうぶこうとうがっこう、英: Hokkaido Hakodate Chubu High School）は、北海道函館市時任町に所在する公立高等学校。

## 概要
1895年創設の旧制函館尋常中学校、1899年設置旧制函館中学校を前身とする。道内で、公立の中では最初に開校した旧制中学校である。

## アクセス
- 函館市電千代台停留場より徒歩7分
- 函館バス千代台より徒歩7分

## 沿革
- 1895年4月1日 - 函館尋常中学校として創設される。
- 1899年 - 中学校令の改正により函館中学校と改称する。
- 1901年 - 北海道庁立函館中学校となる。
- 1948年 - 新学制実施にともない北海道立函館高等学校として発足する。
- 1950年 - 北海道函館中部高等学校として再発足、男女共学化する。
- 1972年 - 制服廃止。服装が自由化する。
- 1995年 - 創立100周年。
- 2003年 - 文部科学省から3年間の「スーパーイングリッシュランゲージハイスクール（SELHi）」研究指定校として指定を受ける。
- 2005年 - 創立110周年記念式典が敢行される。
- 2015年10月17日 - 創立120周年記念式典が敢行される。
- 2020年 - 文部科学省から5年間の「スーパーサイエンスハイスクール（SSH）」指定校として指定を受ける。
- 2021年 - 普通科6クラスから5クラスに減。
- 2022年 - 普通科5クラスから4クラスに減。理数科が1クラス、5組に新設置された。

## 行事
- 5月 - 耐久レース（森町のグリーンピア大沼で開催されるマラソンで、男子8.2km 女子6kmの距離を走る。）
- 7月 - 白楊祭（文化祭で3日間続く。）
- 8月 - 校内水泳大会
- 9月 - 校内体育大会

## 部活動
- 野球部は、全国中等学校優勝野球大会に2度出場しているが、第7回大会出場時は甲子園球場完成前、第28回大会出場時は甲子園球場が連合軍に接収されていたため、「甲子園の土」を踏んでいない。
- 水泳部が1925年の第2回全国中等学校水上競技大会（現：インターハイ）で全国制覇を達成している[1]。

## 白楊会館
函中100年記念会館

## 著名な出身者

### 政界
- 前田一男（元衆議院議員2期、元松前町長2期）【87期】
- 田中正巳　元厚生大臣、衆議院予算委員長・文教委員長、衆議院議員8期、参議院議員2期、元釧路短期大学長【37期】
- 佐藤孝行（元政治家）【49期定時制】
- 田中清玄（元共産党委員長）【26期】
- 塚田庄平（旧日本社会党　道議4期・道副議長　衆議院議員4期）【36期】
- 吉谷一次(元函館市長)
- 柴田彰(元函館市長)

### 官界
- 野田清(海軍中将・大本営海軍報道部長)【6期】
- 薄田美朝(元鹿児島県知事、元警視総監)【16期】
- 富田朝彦（元内閣調査室長、元宮内庁長官）【40期】

### 法曹界
- 五十嵐義三（元日弁連副会長）

### スポーツ界
- 伏見五郎（プロ野球選手）
- 沼沢康一郎（プロ野球選手）
- 佐藤宣践（柔道家・東海大学名誉教授・桐蔭横浜大学学長）【64期】
- 中島洋平（プロレスラー）

### 経済界
- 石田建昭（東海東京フィナンシャル・ホールディングス社長兼東海東京証券会長、元中部経済同友会代表幹事）
- 逢見直人（元日本労働組合総連合会事務局長、元全国繊維化学食品流通サービス一般労働組合同盟会長、富士社会教育センター理事長）
- 松谷克（元日本紙パルプ商事社長、元日本洋紙代理店会連合会会長）【59期】
- 佐藤直樹　（日活社長、映画プロデューサー)　【83期】
- 四ツ柳高茂 (元北海道電力社長、元北海道経済連合会会長)
- 大道寺小三郎 (元みちのく銀行会長) 【46期】

### 学界
- 児玉作左衛門（医学者・北海道大学名誉教授）【15期】
- 葛西森夫(東北大学名誉教授・元東北大学医学部附属病院長)【42期】
- 奥平康弘（東京大学名誉教授・元東大社会学研究所所長）【51期】
- 品川孝次（元上智大学法学部長・元専修大学大学院法学研究科長）【51期】
- 所一彦(立教大学名誉教授・元日本犯罪社会学会会長)　【55期】
- 四ツ柳隆夫（元東北大学工学部長、元宮城工業高等専門学校長、元日本分析化学会会長、元日本化学会副会長）【59期】
- 渡辺憲司(立教大学名誉教授・日本文学)、元 立教新座中学校・高等学校校長、自由学園最高学部長)【65期】
- 今井浩三(東京大学医科学研究所教授・医科学研究所付属病院長、元札幌医科大学学長、日本がん免疫学会理事長)【68期】
- 武田雅哉(北海道大学大学院教授)【78期】
- 清水真 (明治大学法科大学院教授・東京医科歯科大学臨床倫理委員・日本動脈硬化学会倫理審査委員・元法科大学院協会常務委員)【82期】
- 古川静二郎 (東京工業大学名誉教授)
- 野村浩二 (経済学者) - 慶応義塾大学教授
- 関四郎(東京学芸大学名誉教授、元学長)
- 野又貞夫（野又学園創設者・函館大学元学長）

### 文化界
- 亀井勝一郎 (日本芸術院会員・文芸評論家)【26期】
- 五島勉（作家）【49期・50期】
- 早坂茂三（政治評論家・内閣総理大臣田中角栄政務秘書）【51期】
- 二上達也（将棋棋士、元日本将棋連盟会長、元 王将・棋聖）【52期】
- 宇江佐真理（小説家）〜70期生
- 山本直樹（漫画家）〜80期生
- 長谷川海太郎（小説家・林不忘、牧逸馬、谷譲次とも）※中退して明治大学専門部法科へ

### 芸能界
- 水島康宏（作曲家、歌手）【79期】
- 小林正寛（俳優）
- 木田三千雄（俳優）
- 日野道夫（俳優）
- 高月忠（俳優）
- 柴矢俊彦(作曲家)

※出典：「写真集　白楊ヶ丘　九十周年」1986年2月10日発行
※出典：白楊ヶ丘同窓会　会員名簿「白楊」